# Langy
Langy – miejscowość i gmina we Francji, w regionie Owernia-Rodan-Alpy, w departamencie Allier.

## Demografia
Według danych na rok 1990 gminę zamieszkiwały 194 osoby, a gęstość zaludnienia wynosiła 26 osób/km². W styczniu 2015 r. Langy zamieszkiwały 263 osoby, przy gęstości zaludnienia wynoszącej 35,3 osób/km².